# Ichthyaria simplex
Ichthyaria simplex är en mossdjursart som beskrevs av Gordon och Jean-Loup d'Hondt 1997. Ichthyaria simplex ingår i släktet Ichthyaria och familjen Calwelliidae. Inga underarter finns listade i Catalogue of Life.